# Whitmania laevis
Whitmania laevis — вид п'явок з роду Whitmania родини Haemopidae. Інша назва «Вітманія золотава».

## Опис
Загальна довжина сягає 32—81 мм та завширшки 5—12 мм. Зовні схожа на п'явку виду Haemopis sanguisuga. Має 5 пар очей. Рот знаходиться у нижній частині. Смоктальний апарат не розвинений. Складається зі 107 сомітів. Має сильно звужені передню та задню частини тулуба. Центральна частина тулуба є широкою. Мітохондріальний геном Whitmania laevis містить 37 генів. Анальний отвір у самців знаходиться на рівні 37 соміта, самиць — 39.
Забарвлення являє собою рудувато-коричневий візерунок, що складається з коричневої або оливково-зелено-коричнюватої спини та 5 жовто-рудих вертикальних смуг. Черево має сіре забарвлення з 2 чорно-коричневими смугами з обох боків.

## Спосіб життя
Зустрічається переважно в невеличких водоймах з невеликою глибиною. Часто тримається на рисових полях, грядах, ставках та серед водних рослин. Є хижаком, що полює на личинки, хробаків, молюсків, водяних комах, дрібних безхребетних. У цьому їй допомагає наявність хемосенсорів (кліток), що відчувають здобич.

## Розповсюдження
Зустрічається на Філіппінах, у Японії, КНР, на Тайвані, в Амурському краї Російської Федерації.